# 三原台 (練馬区)
三原台（みはらだい）は、東京都練馬区の町名。住居表示実施済み。現行行政地名は三原台一丁目から三原台三丁目。

## 地理
練馬区の中西部に位置する。東部は同区谷原、南部は石神井町、西部は東大泉（大泉学園駅）、北部は土支田などと接している。

### 地価
住宅地の地価は、2025年（令和7年）1月1日の公示地価によれば、三原台1-25-35の地点で38万3000円/m2となっている。

## 歴史

### 地名の由来
次の二説がある。
1. 地域内に「北原」、「中原」、「西原」という三つの原の付いた小字があったことを由来とする。
2. 三方が台地となっていることを由来とする。

### 沿革
- 江戸時代はこの地域の南方・現在の練馬区南田中の位置にあった武蔵国豊島郡田中村の飛地。田中村の村民が開墾した新田（田中新田）があった。[7]
- 1889年（明治22年） - 東京府北豊島郡石神井村田中新田となる。
- 1932年（昭和7年） - 東京府東京市板橋区石神井北田中町となる。[7]
- 1949年（昭和24年） - 東京都練馬区北田中町となる。[7]
  - 「北田中」という名称は、1980年代前半まで西武バス・国際興業バス・都営バス[8]の停留所名（中央北田中=現・谷原五丁目、北田中=現・三原台一丁目）に残っていた。
- 1971年（昭和46年） - 住居表示実施により、東京都練馬区三原台となる。[7]

## 世帯数と人口
2025年（令和7年）4月1日現在（練馬区発表）の世帯数と人口は以下の通りである。
| 丁目         | 世帯数    | 人口    |
| ------------ | --------- | ------- |
| 三原台一丁目 | 1,978世帯 | 4,192人 |
| 三原台二丁目 | 939世帯   | 2,083人 |
| 三原台三丁目 | 1,471世帯 | 3,138人 |
| 計           | 4,388世帯 | 9,413人 |

### 人口の変遷
国勢調査による人口の推移。
| 年                 | 人口  |
| ------------------ | ----- |
| 1995年（平成7年）  | 7,686 |
| 2000年（平成12年） | 8,388 |
| 2005年（平成17年） | 9,217 |
| 2010年（平成22年） | 9,491 |
| 2015年（平成27年） | 9,139 |
| 2020年（令和2年）  | 9,332 |

### 世帯数の変遷
国勢調査による世帯数の推移。
| 年                 | 世帯数 |
| ------------------ | ------ |
| 1995年（平成7年）  | 2,892  |
| 2000年（平成12年） | 3,356  |
| 2005年（平成17年） | 3,707  |
| 2010年（平成22年） | 3,953  |
| 2015年（平成27年） | 3,834  |
| 2020年（令和2年）  | 4,082  |

## 学区
区立小・中学校に通う場合、学区は以下の通りとなる（2022年7月現在）。
- 区域 : 一丁目、二丁目、三丁目　各全域
  - 小学校 : 練馬区立泉新小学校
  - 中学校 : 練馬区立三原台中学校

## 交通

### 鉄道
| 隣接する街区の駅                                     |
| ---------------------------------------------------- |
| 西武池袋線 - 石神井公園駅(SI 10) - 大泉学園駅(SI 11) |

### 道路
- 関越自動車道（大泉インターチェンジ）ｰｰｰ 街区内を東西に横断
- 東京外環自動車道（大泉インターチェンジ）
- 目白通り(練馬インターチェンジ) ｰｰｰ 街区内を東西に横断。
- 大泉街道（かつての清戸道）ｰｰｰ街区南部で接する。
- 土支田通りとそれぞれ接している。ｰｰｰ街区西武で接する。

## 事業所
2021年（令和3年）現在の経済センサス調査による事業所数と従業員数は以下の通りである。
| 丁目         | 事業所数  | 従業員数 |
| ------------ | --------- | -------- |
| 三原台一丁目 | 71事業所  | 477人    |
| 三原台二丁目 | 45事業所  | 769人    |
| 三原台三丁目 | 56事業所  | 343人    |
| 計           | 172事業所 | 1,589人  |

### 事業者数の変遷
経済センサスによる事業所数の推移。
| 年                 | 事業者数 |
| ------------------ | -------- |
| 2016年（平成28年） | 170      |
| 2021年（令和3年）  | 172      |

### 従業員数の変遷
経済センサスによる従業員数の推移。
| 年                 | 従業員数 |
| ------------------ | -------- |
| 2016年（平成28年） | 1,625    |
| 2021年（令和3年）  | 1,589    |

## 施設
- 練馬区立三原台中学校
- 練馬区立泉新小学校

## その他

### 日本郵便
- 郵便番号 : 177-0031[3]（集配局 : 石神井郵便局[18]）。